# Indonesia en los Juegos Olímpicos de Barcelona 1992
Indonesia estuvo representada en los Juegos Olímpicos de Barcelona 1992 por un total de 42 deportistas, 27 hombres y 15 mujeres, que compitieron en 10 deportes.

## Medallistas
El equipo olímpico indonesio obtuvo las siguientes medallas:
| Nombre                    | Deporte   | Competición  |
| ------------------------- | --------- | ------------ |
| Oro                       |           |              |
| Alan Budikusuma           | Bádminton | Individual M |
| Susi Susanti              | Bádminton | Individual F |
| Plata                     |           |              |
| Ardy Wiranata             | Bádminton | Individual M |
| Eddy Hartono Rudy Gunawan | Bádminton | Dobles M     |
| Bronce                    |           |              |
| Hermawan Susanto          | Bádminton | Individual M |